# György Faludy

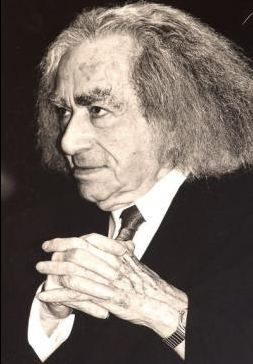
György Faludy

György Faludy (* 22. September 1910 in Budapest, Österreich-Ungarn; † 1. September 2006 ebenda) war ein ungarischer Schriftsteller.

## Leben
Faludy besuchte in Budapest das evangelische Fasori-Gymnasium und studierte an den Universitäten von Wien, Berlin und Graz. 1938 emigrierte er seiner jüdischen Herkunft wegen und zog nach Paris und später in die USA. Er kam 1946 zurück, als Sozialdemokrat leitete er die Zerstörung der Statue des Bischofs Prohaska in Budapest; später wurde er selbst von den Kommunisten verfolgt und war drei Jahre im Arbeitslager Recsk. 1956 emigrierte er wieder, lebte in London, Florenz, auf Malta und von 1967 bis 1988 in Toronto. 1987 drehte die Regisseurin Lívia Gyarmathy den Dokumentarfilm Der Poet George Faludy (Faludy György, költő). Ein Jahr später kehrte er nach Budapest zurück und lebte dort bis zu seinem Tod.
Populär wurde der von seinen Landsleuten zuletzt als „Dichterfürst“ verehrte Faludy in Ungarn vor allem durch seine erotischen Gedichte und seine Adaptionen der Balladen von François Villon aus den 1930er-Jahren. Auch sein exzentrischer Lebenswandel faszinierte das Publikum: Er lebte 36 Jahre lang mit dem früheren US-Balletttänzer Eric Johnson zusammen und heiratete 2004 das damals 26-jährige ungarische Fotomodell Fanny Kovacs, mit der er seither auch gemeinsam publizierte; u. a. den Gedichtband „Mit dem Recht der Liebe“ (A szerelem jogan). Die beiden posierten für die ungarische Ausgabe des Penthouse Magazins. Ein Foto von Ádám Urbán mit dem Titel „Der Dichter und seine Muse“, das den greisen Poeten mit seiner nackten jungen Frau zeigt, wurde 2004 in Ungarn als Pressefoto des Jahres in der Kategorie „Bild der Gesellschaft“ ausgezeichnet.

## Rezeption
Im deutschen Sprachraum blieb Faludys Werk, der die meisten seiner Bücher auf Ungarisch und Englisch schrieb, weitgehend unbekannt. Vor allem die in Ungarn so populären Gedichte blieben unübersetzt, während in den USA 1985 eine Auswahl (Selected Poems, 1933–1980) erschien. Es gab nur einige, wenig erfolgreiche Übersetzungen in die deutsche Sprache, z. B. von Erasmus von Rotterdam (Societäts Verlag, 1973), Heitere Tage in der Hölle (Rütten & Loening, 1964) und Tragödie eines Volkes (Europa Verlag, 1957).

## Werke
- Anthologie der Weltpoesie, 1938
- Tragödie eines Volkes, 1957
- Meine glückliche Zeit in der Hölle, 1962
- Karoton, 1966
- Erasmus von Rotterdam, 1970
- Im Vorhof der Hölle, 2006